# Scotorythra caryopis
Scotorythra caryopis là một loài bướm đêm trong họ Geometridae.